# Platycodon grandiflorus
Platycodon grandiflorus is een kruidachtige overblijvende plantensoort uit de klokjesfamilie (Campanulaceae). De wetenschappelijke naam van de soort werd in 1777 als Campanula grandiflora gepubliceerd door Nikolaus Joseph von Jacquin. In 1830 plaatste Alphonse de Candolle de soort in het geslacht Platycodon. De geslachtsnaam is gevormd uit het Griekse πλατυς ("groot") en κωδων ("klok") en betekent "grote klok." De Candolle plaatste ook de soort Campanula homallanthina in het nieuwe geslacht. Die naam wordt inmiddels beschouwd als een synoniem van Campanula expansa Rudolph, en als Astrocodon expansus in het geslacht Astrocodon geplaatst. Sindsdien is Platycodon grandiflorus de enige soort in het genus Platycodon. Voor de soort worden in het Nederlands wel de namen "ballonklokje" en "ballonplant" gebruikt.
De soort is inheems in Oost-Azië (China, Korea, Japan en het Russische Verre Oosten).

## Synoniemen
- Campanula glauca Thunb.[4]
- Platycodon autumnalis Decne.[4]
- Platycodon chinensis Lindl. & Paxton[4]

## Beschrijving
De plant is een overblijvend kruidachtig gewas dat een hoogte van zo'n 60 cm kan bereiken. Het blad is donkergroen en valt aan het eind van het seizoen af; de doorgaans blauwe bloemen verschijnen laat in de zomer. Een opvallend kenmerk vormen de bloemknoppen, die als een ballon opzwellen voordat de bloem zich opent. De doorgaans vijf kroonbladen zijn in de onderste helft aaneengegroeid. Er bestaan cultivars met witte, roze en paarse bloemen. Ook vormen met drie, vier of zes kroonbladen komen voor.

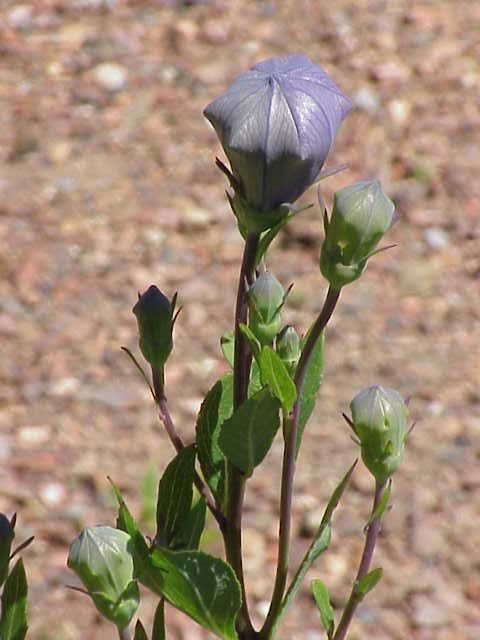
bloemknoppen
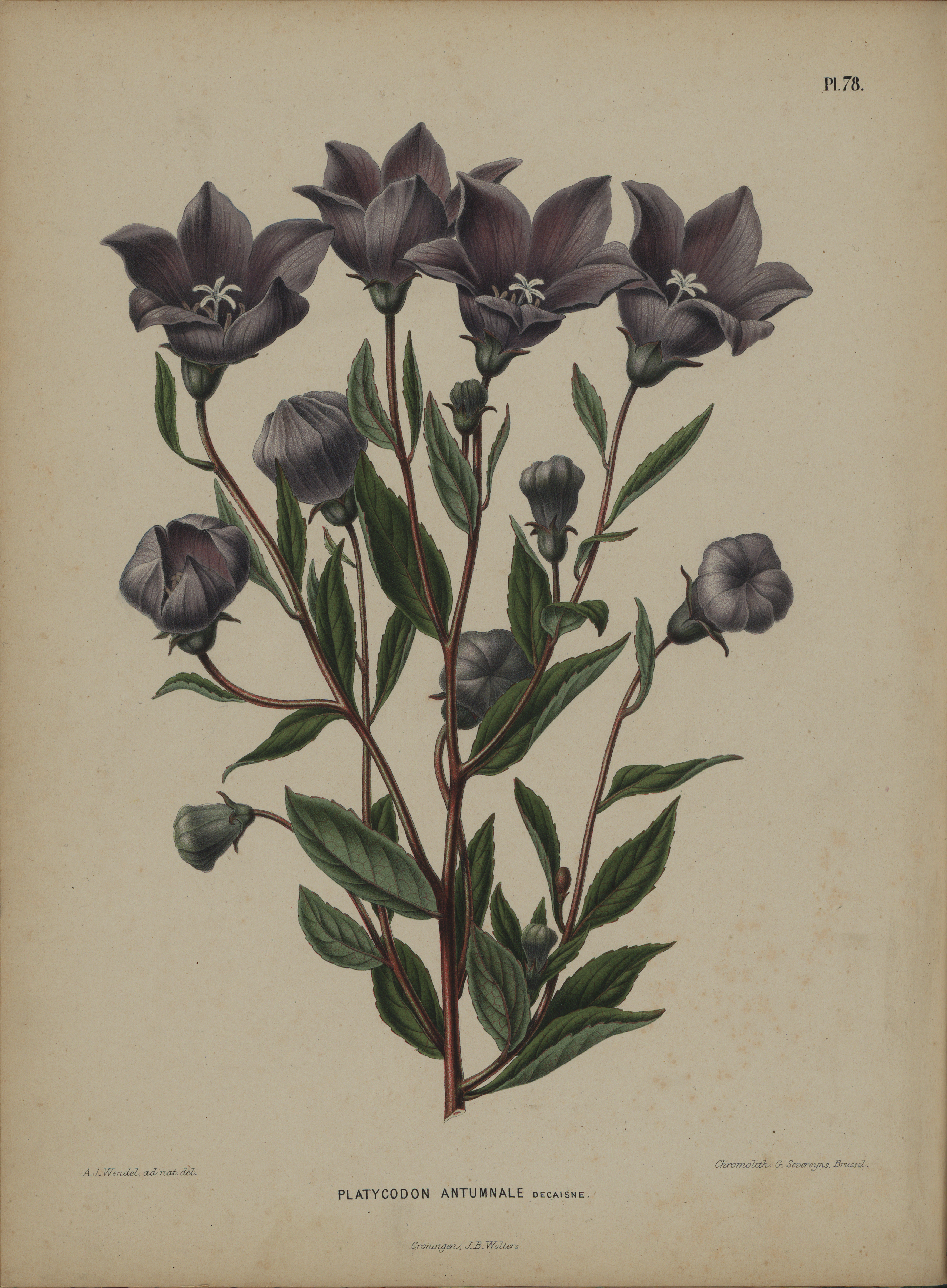
Platycodon grandiflorus in Flora: afbeeldingen en beschrijvingen van boomen, heesters, eenjarige planten, enz. voorkomende in de Nederlandsche tuinen door H. Witte & A. J. Wendel, 1868
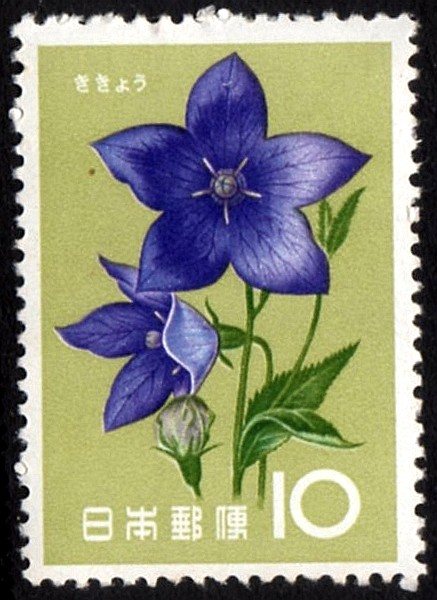
op een Japanse postzegel
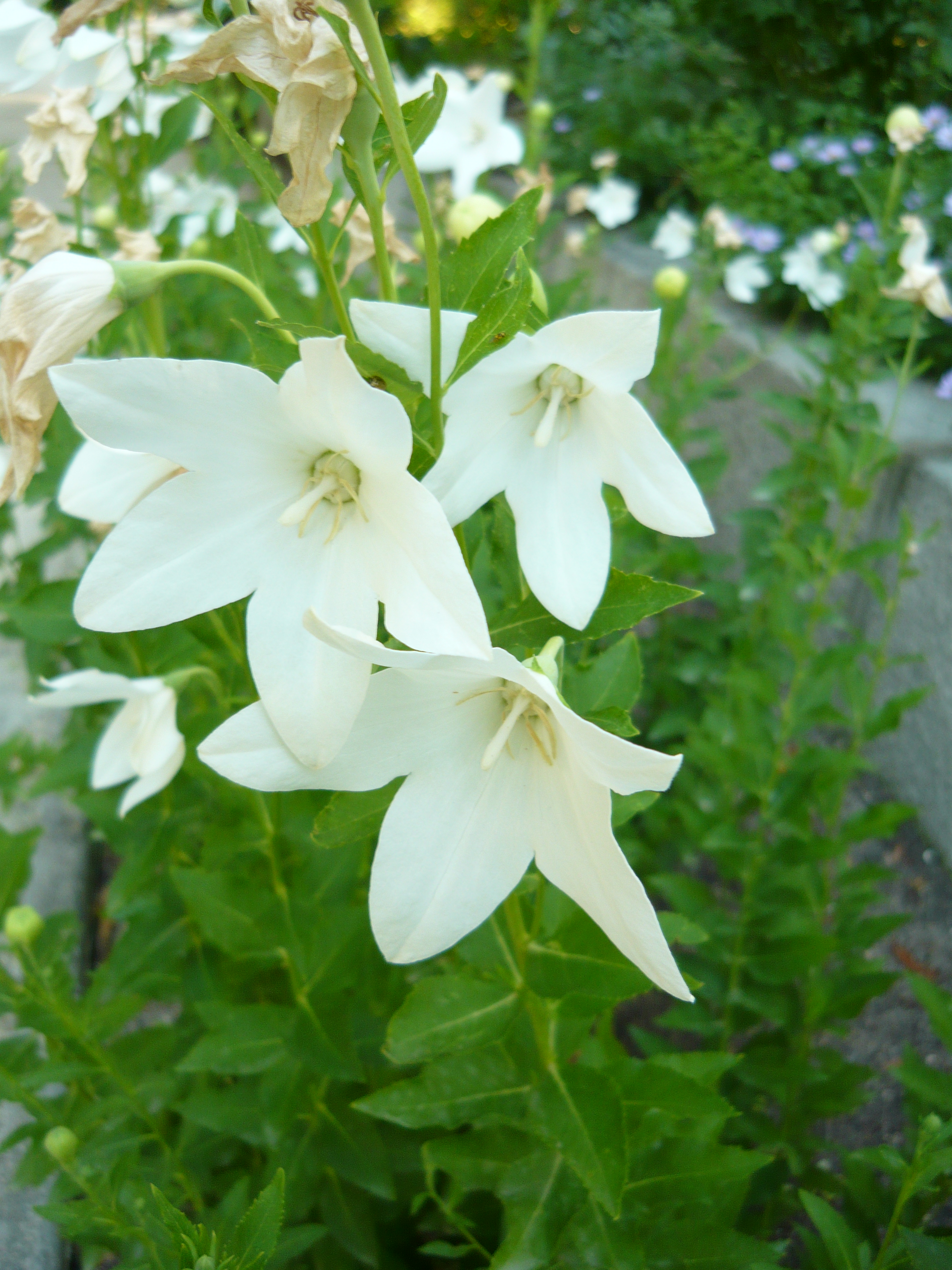
witte vorm

## Cultuur
Omdat de geopende bloem de vorm heeft van een pentagram, wordt de bloem in China en Japan geassocieerd met Wu Xing en met Onmyōdō, mede omdat een pentagram het teken was van Abe no Seimei. De bloem wordt veelal geplant in de schrijn in Kyoto die aan hem is gewijd.